# Johann Jakob Wittig
Johann Jakob Wittig (auch Johannes Jacob Wittig, * 30. Mai 1634 in Erfurt; † 17. Mai 1663 ebenda) war ein deutscher Mediziner, der als Assessor an den Universitäten in Basel und Erfurt wirkte.

## Leben
Johann Jakob Wittig studierte Medizin bei Eckard Leichner (1612–1690) an der Universität Erfurt und bei Johannes Antonides van der Linden an der Universität Leiden.
Er wirkte zunächst als Assessor an der medizinischen Fakultät in Basel. Später wechselte er an die Universität Erfurt.
Am 29. Juli 1662 wurde Johann Jakob Wittig unter der Matrikel-Nr. 24 als Mitglied in die Academia Naturae Curiosorum, die heutige Deutsche Akademie der Naturforscher Leopoldina, aufgenommen.

## Schriften
- Diascepsis anatomico-medica de cordis constitutione et usu. Erfurt 1657
- Hippocrates de circuitu sanguinis exercitatio VI. Leiden 1660 Digitalisat